# Antimonumento
Un antimonumento es una instalación, colocada tradicionalmente durante una manifestación popular, que busca recordar un hecho reciente trágico o mantener la reclamación de justicia a la que los gobiernos no han dado respuesta satisfactoria ante la óptica de los demandantes.
Muchos de estos se erigen por temas relacionados con la desaparición forzada, masacres, feminicidios y cualquier otro hecho de violencia.

## Concepto
Los antimonumentos surgen como un rechazo hacia el Estado. Si los monumentos tradicionales son habitualmente instalados por el Estado para que perduren y representar «discursos oficiales», el antimonumento tiene la función contraria. Esto es, trata de recordar a aquellas víctimas que no lograron justicia para «que sus casos no caigan en el olvido». Así, según el antropólogo Alfonso Díaz Tovar, los antimonumentos surgen de este modo para «deconstruir» las «posturas oficiales mediante una apropiación del espacio público».
También han sido interpretados como «una nueva modalidad de lidiar con el nuevo papel de la memoria».

## Historia

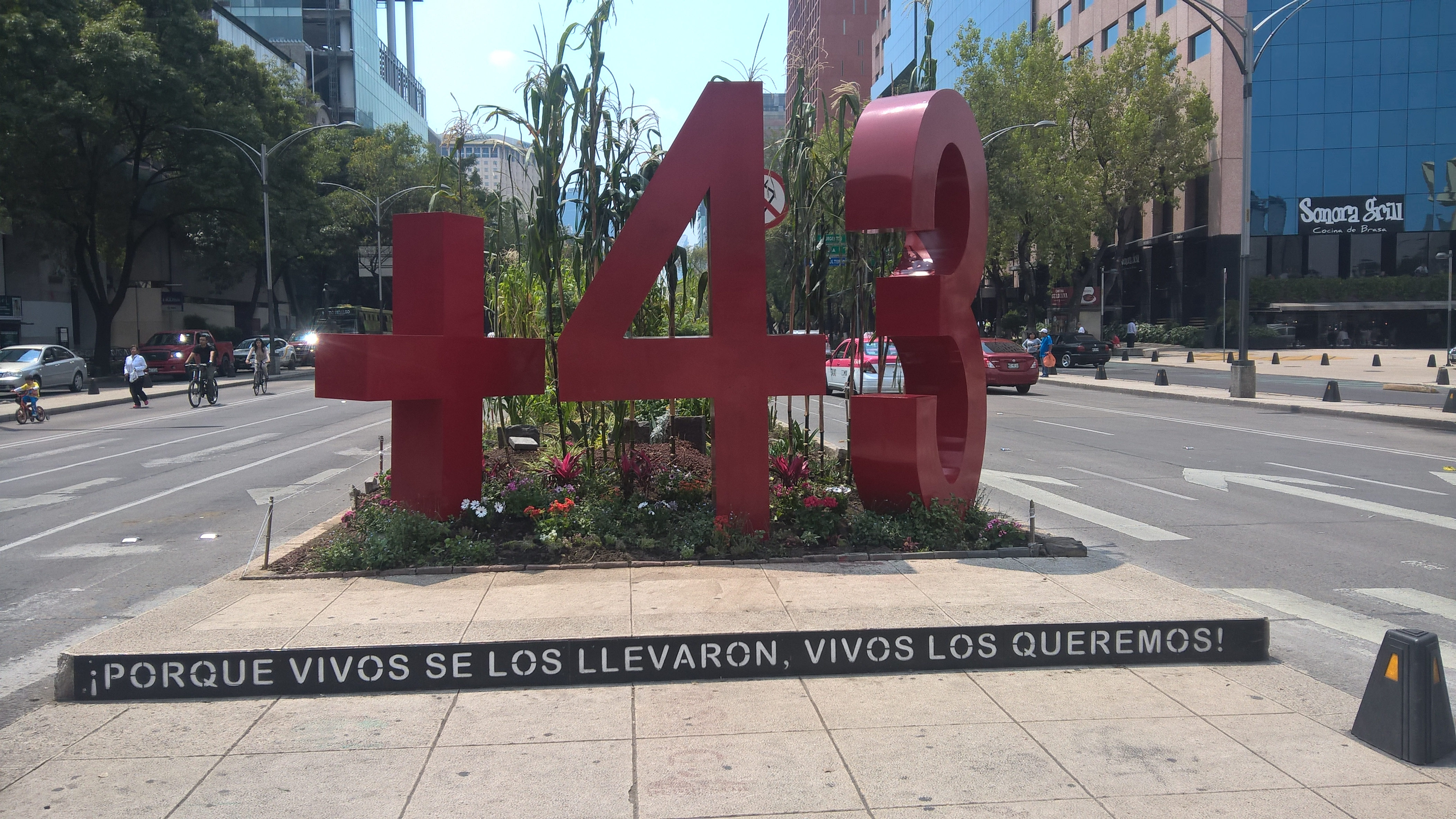
El antimonumento a los 43 Normalistas desaparecidos, situado en la Ciudad de México.

El concepto de antimonumento surgió en México, país donde nueve de cada diez delitos denunciados quedan impunes. A raíz de este hecho, surgieron los antimonumentos como una forma de recordar a las víctimas y evitar que sus casos caigan en el olvido.
El término antimonumento encuentra su genealogía en las reflexiones de James E. Young. Tras la Segunda Guerra Mundial, Young se fijó en «aquellos dispositivos de memoria que no buscan enaltecer la gloria nacional sino hacer un trabajo de memoria viva a través de las experiencias de las víctimas», por contraste a los monumentos tradicionales que exaltaban el heroísmo nacionalista. Young utilizó el término counter-monument (en inglés, contra-monumento) para referirse a este tipo de expresiones. Para ejemplificarlo, tomó el Monumento contra el fascismo (Hamburgo, 1986) de Jochen Gerz y Esther Shalev-Gerz. Este consistía en una estela de doce metros de altura en el que los transeúntes podían escribir sus nombres o cualquier tipo de reflexión, de tal manera que poco a poco la estela quedaría ocultada para «encarnar la ausencia de fascismo».
Sin embargo, según esta clasificación, resulta complicado situar su origen, pues existen numerosas acciones que podrían calificarse como antimonumentos, al menos desde 1977.
En América Latina, los antimonumentos surgieron como una manera de lidiar a través de las artes con «la violencia del Estado, como en los casos del nazismo y de las dictaduras latinoamericanas».

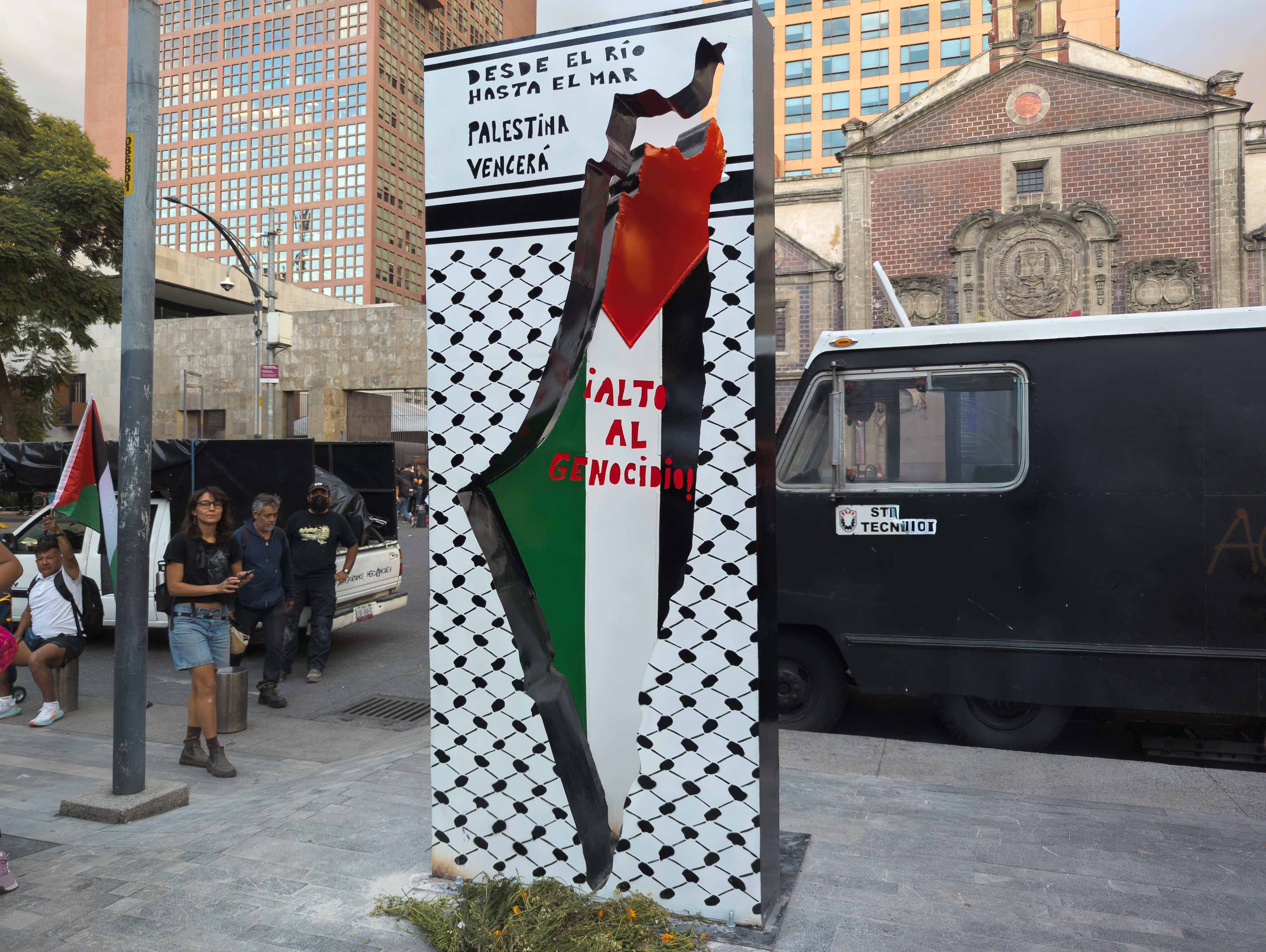
Antimonumento Puerta de la Resistencia y la Vida

En agosto de 2025 se instaló el primer antimonumento dedicado a un suceso internacional: Antimonumento Puerta de la Resistencia y la Vida en solidaridad con el pueblo de Palestina, su instalación se realizó en el marco del Encuentro Nacional de Solidaridad con Palestina y los Pueblos que Resisten contra el Sionismo, frente al Hemiciclo a Juárez en la CDMX.

## Implicaciones
Los antimonumentos dejan atrás aquella idea según la cual los objetos estéticos «sólo eran juzgados por su belleza, conforme a un canon artístico determinado». Aparte de su apariencia estética, los antimonumentos son «artefactos cargados de afectos» que, con su acción subversiva en el espacio público, tienden a reinstaurar en este su sentido comunitario.

### Artículos de revista
- Díaz Tovar, Alfonso; Ovalle, Lilian Paola (2018). «Antimonumentos. Espacio público, memoria y duelo social en México». Aletheia 8 (16): 86-91. ISSN 1853-3701. Consultado el 18 de diciembre de 2020.
- Seligmann-Silva, Márcio (2016). «Antimonumentos: trabalho de memória e de resistência». Psic. USP (en portugués) (São Paulo) 27 (1). ISSN 1678-5177. Consultado el 18 de diciembre de 2020.